# Gare de Fouquereuil
La gare de Fouquereuil est une gare ferroviaire française des lignes d'Arras à Dunkerque-Locale et de Fives à Abbeville, située sur le territoire de la commune de Fouquereuil, dans le département du Pas-de-Calais, en région Hauts-de-France.
La gare voyageurs a été mise en service en 1874, par la Compagnie des chemins de fer du Nord. Son bâtiment voyageurs est détruit en 1980.
C'est une halte de la Société nationale des chemins de fer français (SNCF), desservie par des trains régionaux du réseau TER Hauts-de-France.

## Situation ferroviaire
Établie à 28 mètres d'altitude, la gare de Fouquereuil est située au point kilométrique (PK) 232,379 de la ligne d'Arras à Dunkerque-Locale, entre les gares de Béthune et de Chocques. Gare de bifurcation, elle est également située au PK 43,334 de la ligne de Fives à Abbeville, entre les gares ouvertes de Béthune et de Vis-à-Marles.
Elle se trouve ainsi sur le tronc commun entre ces deux lignes, qui commence juste avant la gare de Béthune et se termine à la bifurcation de Fouquereuil (peu après la présente gare).

## Histoire

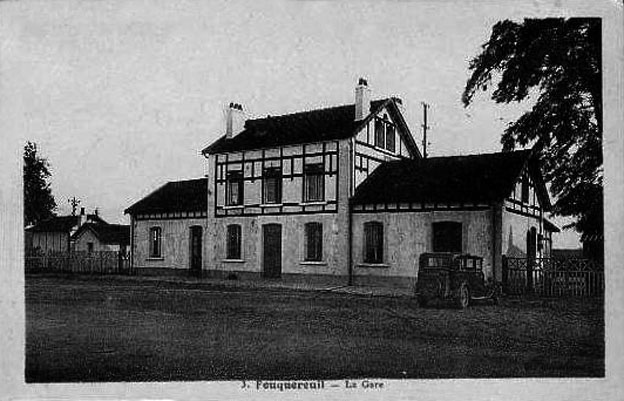
Le bâtiment voyageurs, dans les années 1920.

L'établissement de la gare de Fouquereuil, par la Compagnie des chemins de fer du Nord, est autorisé par la décision ministérielle du 16 janvier 1873.
En 1880, sont installés des électro-sémaphores entre la gare et la bifurcation de Fouquereuil, pour l'installation du mode d'exploitation dit « Block-System » sur cette section dangereuse.
De 1930 à 1950, Fouquereuil est la plus importante gare de triage du Nord de la France ; elle possède 45 voies de garage et dispose d'environ 500 employés.
L'ancien bâtiment voyageurs est démoli en 1980.
Cette gare est, en 2012, ouverte au service du fret (Fret SNCF). Gérée à distance par la gare de Béthune, elle est alors desservie par des wagons isolés (à l'exclusion de matières dangereuses).
En 2023, la SNCF estime la fréquentation de la gare à 1 338 voyageurs, contre 1 438 en 2022, 1 275 en 2021, 1 055 en 2020, 1 632 en 2019, 1 099 en 2018, 1 065 en 2017, 2 086 en 2016 et 2 236 en 2015.

## Service des voyageurs

### Accueil
Fouquereuil est une halte de la SNCF, disposant d'un abri sur le quai de la voie 1. La traversée des voies, ainsi que le passage d'un quai à l'autre, s'effectuent par le passage à niveau voisin.

### Desserte
La halte est desservie uniquement les jours ouvrés, par des trains TER Hauts-de-France, sur la relation Arras – Hazebrouck.

### Intermodalité
La ligne 50 du réseau de bus Tadao dessert également la gare.